# Миллер, Мартин (футболист)
Ма́ртин Ми́ллер (эст. Martin Miller; 25 сентября 1997, Тарту) — эстонский футболист, центральный полузащитник клуба «Пайде». Выступает за национальную сборную Эстонии.

## Биография

### Клубная карьера
Воспитанник клуба «Таммека». С 2013 года выступал за его фарм-клуб «Луунья» в четвёртом дивизионе, в том же году дебютировал за второй состав «Таммеки». В основной команде «Таммеки» сыграл первый матч в чемпионате Эстонии 20 мая 2014 года против «Калева Силламяэ», выйдя на замену в перерыве. Первый гол забил 7 июня 2014 года в ворота «Транса», принеся своей команде победу 2:1. Всего за команду сыграл 76 матчей в чемпионате, в том числе в своём последнем сезоне в 2016 году выходил на поле во всех 36 матчах.
В 2017 году перешёл в таллинскую «Флору». В своём первом сезоне стал чемпионом страны, сыграв 28 матчей и забив 10 голов. Большую часть сезона 2018 года пропустил из-за травмы.

### Карьера в сборной
Выступал за юношескую (до 19 лет), молодёжную и олимпийскую сборные Эстонии. В 2016 году стал бронзовым призёром Кубка Содружества.
В национальной сборной Эстонии дебютировал 22 ноября 2016 года в матче против сборной Антигуа и Барбуда. Первый гол забил 19 ноября 2017 года в ворота сборной Фиджи.